# الزراعة بالأحساء
تشتهر محافظة الأحساء بالزراعة وخاصة زراعة النخيل، وتمتلك 30 ألف حيازة، وكانت تعد واحة زراعية قديمًا. كما تعتبر مزارعها من أهم الأماكن التي يقصدها الزوار سواء من داخل أو خارج المحافظة حيث يتم يتم التنزه فيها.

## أسباب قيام الزراعة بالأحساء
تقوم الزرعة بالأحساء نظرًا لتوفر عوامل الزراعة حيث وجود المياه وغنى التربة الزراعية فيها، كما أن تربتها معروفة بأنها خصبة جدًا.

### العيون المائية
- تتميز الأحساء بوجود العيون المائية الكثيرة بها حيث يوحد بها أكثر من ثلاثين عيناً للماء، وهي عبارة عن مياه متدفقة طبيعياً وبكثرة، وأُنشئت مشاريع ري وصرف على هذه العيون، وتساهم المياه بدور كبير في عمل قنوات الري وصرف جداول المياه.[2]

- من أشهر العيون المائية بالأحساء: الباهلة والبحيرية والحقل والصويدرة والقريات والحارة والجوهرية والحويرات والخدود وأم السبعة.

### طرق الري القديمة
تقسم طرق الري إلى 3 وسائل وهي السيح والغرف و النزح. والمراد بالسيح هو السقي من الأنهار مباشرة بدون وسيلة رفع، أما الغرف فيعني رفع الماء إلى أعلى بمساعدة الآلة، والنزح يقصد به أن يغرف الإنسان بيديه إلى أعلى لمزرعة صغيرة.

### مميزات تربتها
تختلف تربة الأحساء عن باقي الأماكن فالبذرة الأجنبية مهما كان نوعها عند زراعتها في تربة الأحساء تأتي بثمرٍ ألذ وأحلى من  منشأها الأصلي.
أشاد الدكتور هشام محمد ربيع بخصائص تربة الأحساء الرملية الفريدة التي تسمح باستزراع الأنواع النباتية المختلفة وذلك أثناء دراسته الجيولوجية للأحساء، وقد قام بزراعة الأناناس بها وأنتج أناناس عالي الجودة.

## المحاصيل الزراعية
- توجد أنواع عديدة من النخيل مثل: الخلاص، والخصاب، والهلالي، والزاملي، والغر، وأم الرحيم، والخنيزي، والشيشي، والشيبي، والطيار، والزريان، والكاسبي، والعذابي، والزمبور، والحتمي، والبرجي، والمجناز، والشهل.
- الأرز الحساوي، وهو أرز أسمر يتميز بطعمه اللذيذ كما يحتوي علي العديد من الكربوهيدرات والبروتينات والألياف ذات القيمة الغذائية، ويعتقد أن المهاجرين إلى الهند والعراق من أبناء الأحساء في الماضي هم  من أتوا به.
- الخبز الأحمر الأحسائي، يعتبر العنصر الأساسي من المخبوزات والأكلات الشعبية عند إعداد مائدة الإفطار في رمضان.
- التمر، وأشهر أنواع التمر والرطب في الأحساء هو (الخلاص) وهو الأفضل في العالم وبعده (الشيشي والرزيز) ثم بعد ذلك الأنواع الأخرى وكما يوجد العديد من أنواع الرطب أشهرها الهلالي والطيار والشهل وأم رحيم والبرحي والتناجيب والحاتمي والزاملي والغر والمجناز والخنيزي والرزيز والشبيبي والشيشي والخصاب، يُصنع السلوق من (الشبيبي والهلالي والزاملي) بحيث يُسلق في الماء ثم يتم تجفيفه في مكانٍ مشمسٍ حتى يكتسب الصلابة ويُؤكل كالحلويات.
- البصل الحساوي، وهو ذو جودة عالية ومقاومة للعفن.
- القرع السمني الطويل له مذاق شهي واليقطين ويطلق عليه محلياً بالبوبر ويعد أفضل اليقطين، الجزر يختلف عن أنواع الجزر الأخري بلونه البنفسجي ومذاقه الشهي.
- الطماطم الذي يسمي الطماط الحساوي ويتميز عن باقي الطماطم بطعمه الحلو ولونه الزاهي فهو يمزج بين الحمرة والصفرة والخضرة.
- الباميا وهي صغيرة الحجم  وذات مذاق لذيذ.
- كما يوجد العشرات من الخضروات الورقية كالفجل ويسمى (الرُّوَيد) والجرجير والبقل والسبانخ والسلق والملوخية والكرفس والكسبرة والشبت والبقدونس والحبك والكركديه ويسمى (الغجر) والخس المستدير والورقي والملفوف والريحان ويسمى (المشموم) والنعناع والحلبة والبصل الأخضر الطويل وهو الكُرَّاث.
- خضروات أخرى كالبطاطس والبطاطا وتسمى (الهندال) والباذنجان والكوسة والفلفل الحار والبارد والبروكلي والقرنبيط والشمندر والشلغم والقثاء والخيار.
- الفواكه مثل النَّبق ويسمى (الكنار) والبوبي الحساوي أو البابايا واللوز الحساوي والعنب الحساوي كما يوجد الرمان ويطلق علي الكبير منه السّوَاري بالإضافة إلي المشمش والموز والخوخ والفندي والبرتقال والتفاح.[4]

## الاهتمام بمزارع الأحساء
- تلقي مزارع الأحساء الكثير من الاهتمام من قبل وزارة الزراعة والمديرية العامة للزراعة بالأحساء وجامعة الملك فيصل وغيرها من الجهات، فجعل هذا الاهتمام الأحساء منتزه طبيعي يضم 3 ملايين نخلة.
- تُقدم إرشادات للمزارعين، حيث يتم إرشادهم في تطبيق أساليب الري الحديث والاستخدام الآمن للمبيدات، كما تتم توعيتهم بأضرار المبيدات، وإرشادهم لإختيار الأصناف المناسبة للزراعة.[1]